# Šimkův mlýn
Šimkův mlýn ve Vanově v okrese Jihlava je vodní mlýn, který stojí pod hrází rybníka Smrk na Telčském potoce. Je chráněn jako nemovitá kulturní památka České republiky.

## Historie
Mlýn pochází z 1. poloviny 19. století.

## Popis
Areál je situovaný pod hrází rybníka. Budovy má postavené po obvodu čtvercového dvora; všechny stavby mají sedlové střechy. Do roku 1800 barokní, později klasicistní mlýn je zděný, jednopatrový. Již v době výstavby pro obyčejné složení měl včetně podstřeší tři podlaží a nebylo nutné jej při modernizaci na umělecké složení zvyšovat. Velká část prostoru byla pravděpodobně využívána pro dlouhodobé uložení obilí. Zajímavé je řešení, při kterém se obilí pro mletí dostalo z hráze rybníka nebo od příjezdové komunikace na úroveň zanášky nebo dokonce přímo na mlecí podlahu.
Voda na vodní kolo vedla z rybníka. Dochoval se francouzský mlecí kámen od výrobce Gabriel Žižka, Praha Vinohrady.